# ルッキング・イースト
『ルッキング・イースト』（Looking East）は、1996年に発表されたジャクソン・ブラウンの11枚目のアルバム。Billboard 200の最高順位は36位。

## 背景
1993年に発売したアイム・アライブがゴールドディスク認定される成功を収めたことにより、ブラウンの曲作りはより政治的、社会的な志向のテーマへと回帰した。本作では彼が作曲者として単独でクレジットされた楽曲は2曲のみであり、その他は彼のバックバンドのメンバーとの共作となっている。
ボニー・レイット、デヴィッド・クロスビー、ヴォンダ・シェパード、ライ・クーダー、ワディ・ワクテルおよびデヴィッド・リンドレーがゲスト参加している。

## 収録曲
1. ルッキング・イースト
2. バリケーズ・オブ・ヘブン
3. サム・ブリッジズ
4. インフォメーション・ウォーズ
5. アイム・ザ・キャット
6. カルヴァー・ムーン
7. ベイビー・ハウ・ロング
8. ニーニョ
9. アライブ・イン・ザ・ワールド
10. イット・イズ・ワン
11. ワールド・イン・モーション（ライブ版、ボーナストラック）

## チャート
アルバム - ビルボード（北米）
| 年   | チャート          | 順位 |
| ---- | ----------------- | ---- |
| 1996 | The Billboard 200 | 36   |